# ストリート・スピリット
「ストリート・スピリット」 (英: Street Spirit (Fade Out)) は、イギリスのロックバンド、レディオヘッドが1995年に発表した2ndアルバム『ザ・ベンズ』のラストを飾る楽曲。
エド・オブライエンのアルペッジョが印象的なナンバーである。

## 概要
本作は、1996年1月22日にシングルカットされ、全英シングルチャートで5位にランキング、それまでのレディオヘッドの楽曲で最高位を記録した。
1992年のデビューシングル「クリープ」以来のヒット作となり、レディオヘッドが一発屋ではないことを証明した楽曲である。
また、イ短調で構成されており、その後のマイナーコードを基調とした、メランコリーを醸し出すレディオヘッドの特色を決定づけた作品としても重要である。
2008年に発売されたベスト・アルバム『ザ・ベスト・オブ』にも収録された。

## 制作
トム・ヨークは、本作を生み出すにあたり、アメリカのロックバンドR.E.M.と、ナイジェリアの作家ベン・オクリの小説『満たされぬ道』に影響されたと語っている。
ミュージック・ビデオは、ロサンゼルス郊外の砂漠で2泊にわたって撮影された。1996年2月にリリースされたミュージックビデオは、モノクロでスローモーションとクイックモーション（早回し）を重ね合わせた独創的な映像となり、今日でも監督したジョナサン・グレイザーの代表作となっている。監督はインタビューで、この作品が「ターニングポイント」になったと述べている。彼は、レディオヘッドが「アーティストとして自分たちの声を見つけた」と感じ、「それに近づくことによって、感情に訴える詩的な価値をもった作品ができたと確信した」と語っている。
ジョナサン・グレイザーは、後に発表されレディオヘッドの代表曲となる「カーマ・ポリス」（『OK コンピューター』に収録）のミュージック・ビデオも監督している。

## 評価
アメリカの音楽誌ピッチフォークは、本作について「階級意識の高いブリットポップのアーティストでさえ抑圧した資本主義の恐ろしさを表現している」と述べている。
イギリスの新聞ガーディアンが発表した「レディオヘッド最高の40曲ランキング」で、本作は12位に選ばれている。

## カバー
2010年、ピーター・ガブリエルが、本作のカバーをアルバム『Scratch My Back』に収録した。
2012年、ザ・ダークネスが、本作のカバーをアルバム『Hot Cakes』に収録した。
2020年、システム・オブ・ア・ダウンのドラマー、ジョン・ドルマヤンが、カバー・アルバム『These Grey Men』の中で、アヴェンジド・セヴンフォールドのM.シャドウズと、レイジ・アゲインスト・ザ・マシーンのトム・モレロと共に、本作のカバーをリリースした。
ジョン・ドルマヤンが、本作をカバーした理由を「この曲がいつも与えてくれる、外は雨で寒くて、不機嫌になりながら部屋にこもり、恋人に振られたような感じが好き」で「本当に感動的で心動かされる」からだとインタビューで語っている。またミュージック・ビデオには、レディオヘッドのメンバー5人の肖像画が登場し、最大限のオマージュが捧げられている。

## 収録曲

### CD 1
1. "Street Spirit (Fade Out)" – 4:13
2. "Talk Show Host" – 4:41
3. "Bishop's Robes" – 3:25

### CD 2
1. "Street Spirit (Fade Out)" – 4:13
2. "Banana Co." – 2:20
3. "Molasses" – 2:27

## チャート
| チャート（1996年）               | 最高順位 |
| -------------------------------- | -------- |
| イギリス（全英シングルチャート） | 5        |